# Yeşim Ustaoğlu

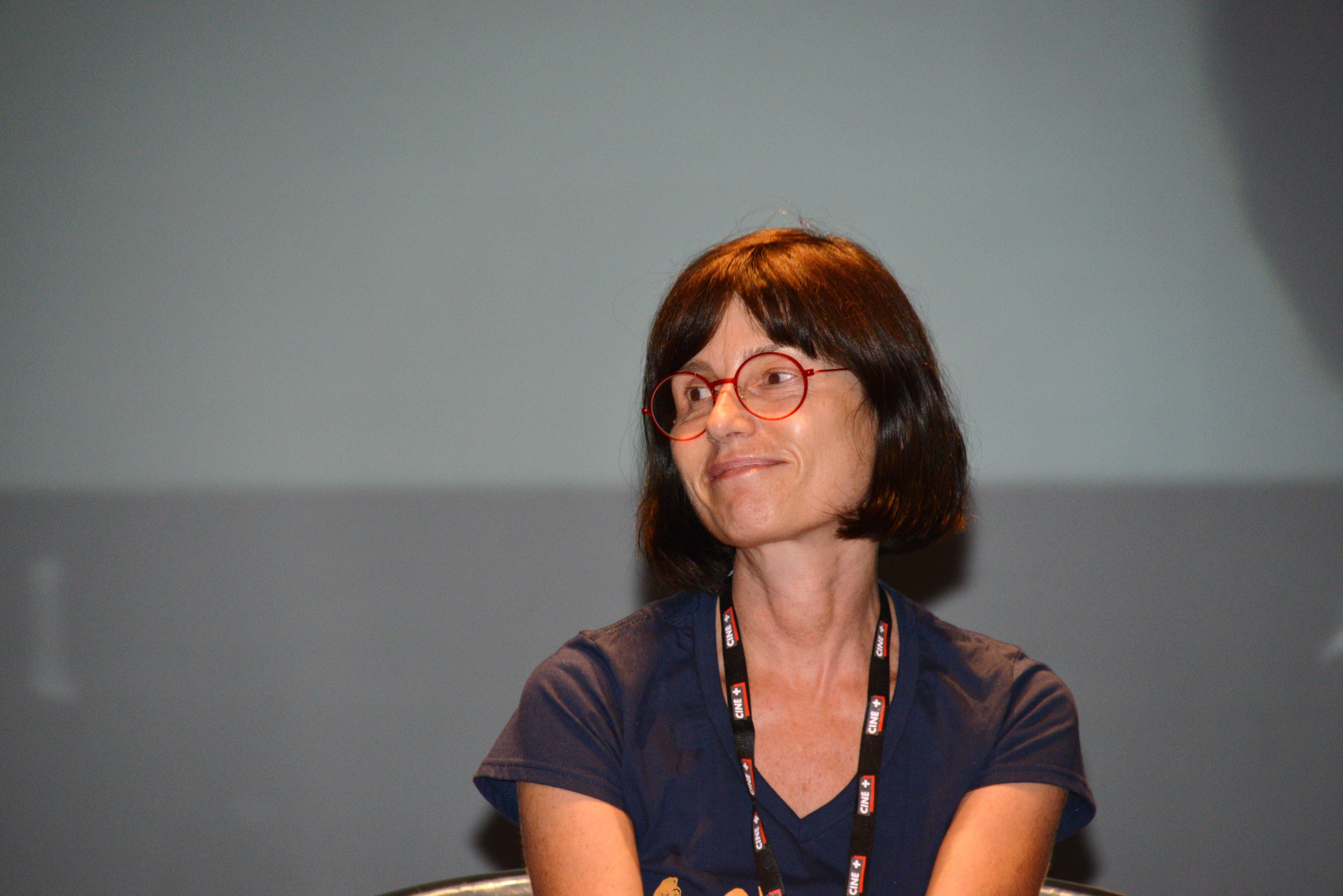
Yeşim Ustaoğlu

Yeşim Ustaoğlu (anhörenⓘ * 18. November 1960 in Çaykara) ist eine türkische Regisseurin.

## Leben
Ustaoğlu wuchs in Trabzon am Schwarzen Meer auf. Nach ihrem Architekturstudium an der Yildiz-Universität in Istanbul arbeitete sie als Architektin, Journalistin und leitete verschiedene Video-Workshops. Mit The Trace gab sie im Jahre 1994 ihr Spielfilmdebüt. Ihren bisher größten internationalen Erfolg feierte Ustaoğlu 2008 mit dem türkischen Familiendrama Pandora’s Box nach dem Drehbuch von Sema Kaygusuz. Die Geschichte um eine spurlos verschwundene, an Alzheimer erkrankte alte Frau (gespielt von der Französin Tsilla Chelton) die von ihren Kindern in ihrem Heimatdorf am Schwarzen Meer gesucht wird, brachte der türkischen Regisseurin 2008 den Hauptpreis des spanischen Festival Internacional de Cine de San Sebastián ein.

## Filmografie

### Spielfilme
- 1994: The Trace (İZ)
- 1999: Reise zur Sonne (Güneşe yolculuk)
- 2004: Waiting for the Clouds (Bulutları beklerken)
- 2008: Pandora’s Box (Pandoranın kutusu)
- 2012: Araf – Im Niemandsland
- 2016: Clair Obscur (türk.: Tereddüt)

### Kurzfilme
- 1984: To catch a Moment (Bir anı yakalamak)
- 1987: Magnafantagna
- 1990: Duet
- 1992: Hotel
- 2004: Life on Their Shoulders (Sırtlatındaki hayat)